# آتشفشان پاکا
آتشفشان پاکا (به لاتین: Paka) یک کوه و تپه در کنیا است که در شهرستان بارینگو واقع شده‌است. آتشفشان پاکا ۱٬۶۹۷ متر بالاتر از سطح دریا واقع شده‌است.